# Ludwig Oldach

Ludwig Oldach

Ludwig August Karl Oldach (* 21. September 1888 in Goldberg; † 27. Januar 1987 in Flensburg) war ein deutscher Politiker (NSDAP) und SS-Standartenführer.

## Biografie
Ludwig Oldach, Sohn des Rektors der Stadtschule Goldberg (später Dargun) Otto Oldach, besuchte die Volksschule in Dargun sowie das Gymnasium in Neubrandenburg und trat am 1. Mai 1905 in den mecklenburgischen Justizdienst ein. Später wechselte er als Beamter in die Reichsfinanzverwaltung, in der er zuletzt ab dem 1. April 1922 als Obersteuerinspektor in Parchim tätig war. Nachdem er bereits von 1910 bis 1911 dem Füsilier-Regiment Nr. 90 in Wismar angehört hatte, nahm Oldach ab 1914 mit dem Grenadier-Regiment Nr. 2 am Ersten Weltkrieg teil. 1915 schied er infolge einer Verwundung aus dem Heeresdienst aus.
Oldach trat zum 4. Mai 1925 der NSDAP bei (Mitgliedsnummer 3.206), in der er von 1925 bis 1933 das Amt eines Kreisleiters in Parchim übernahm. Am 1. November 1933 wurde er auch Mitglied der SS (Mitgliedsnummer 36.205), in der er nacheinander zum Obersturmführer (15. Juni 1934), Hauptsturmführer (20. April 1935), Sturmbannführer (9. November 1936), Obersturmbannführer (1. November 1938) und Standartenführer (30. Januar 1943) befördert wurde.
Von 1928 bis 1933 war Oldach Stadtverordneter in Parchim und von 1932 bis 1933 saß er als Abgeordneter für die NSDAP im Landtag des Freistaates Mecklenburg-Schwerin.

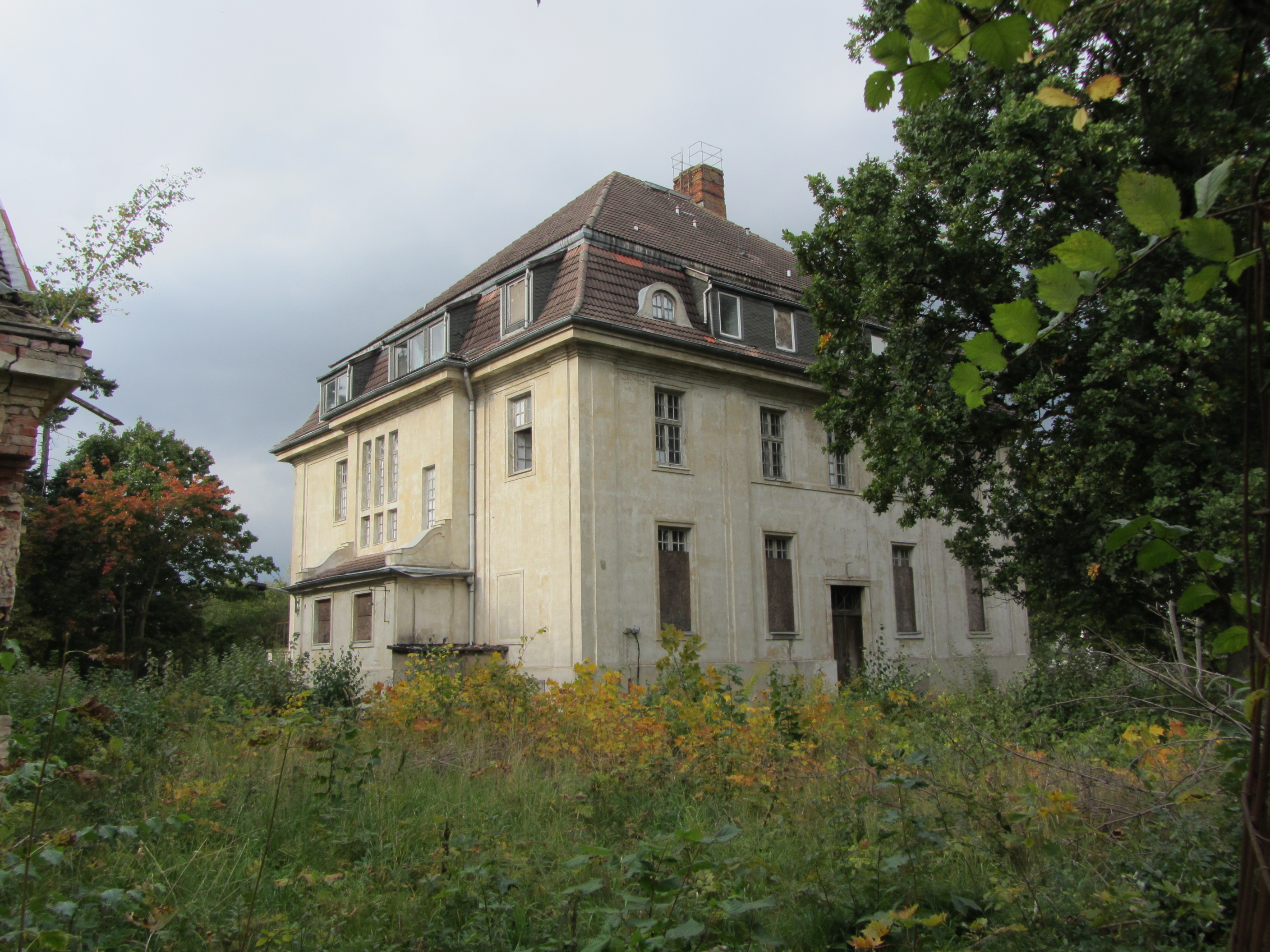
Schwerin Villa Weinbergstraße 1

Wenige Wochen nach dem Machtantritt der Nationalsozialisten wurde Oldach am 15. Mai 1933 zum Stadtrat von Wismar ernannt. Am 15. November 1933 erfolgte die Ernennung zum Regierungsrat und zum Leiter der Staatspolizeistelle in Schwerin, die er bis zum Kriegsende leitete. In Schwerin fiel er insbesondere durch seine besonders gegen die ortsansässigen Juden gerichtete Polizeipolitik auf: 1936 enteignete er das Sanatorium des jüdischen Arztes Erich Rosenhain in der Weinbergstraße 1, das er zum neuen Dienstsitz der Gestapo machte. Im November 1938 ließ Oldach im Rahmen der als Novemberpogrome bekannt gewordenen Aktion gegen die in Deutschland ansässigen Juden sechzehn Schweriner Juden verhaften, die er erst gegen die Zusage, ihre Geschäfte zu verkaufen und Deutschland zu verlassen, wieder in Freiheit entließ.
Am 14. Juli 1934 wurde Oldach als Ersatzmann für den bei der Röhm-Affäre erschossenen SA-Obergruppenführer Fritz von Kraußer zum Abgeordneten des nationalsozialistischen Reichstags ernannt. Diesem gehörte er bis zum Ende der NS-Herrschaft als Vertreter des Wahlkreises 35 (Mecklenburg) an.
Während des Zweiten Weltkriegs wurde Oldach zum SS-Standartenführer der Waffen-SS ernannt. 1945 verlegte Oldach seine Dienststelle angesichts des bevorstehenden sowjetischen Einmarsches in Mecklenburg – und nach der vorherigen Liquidierung der Gefangenen seiner Dienststelle – auf dem Wasserweg, der sogenannten Rattenlinie Nord folgend, nach Flensburg, wohin sich auch andere Gestapo-Stellen sowie die Rumpfregierung Dönitz zurückgezogen hatten. Nach dem Ende des Zweiten Weltkrieges wurde Oldach von den Briten aufgegriffen und in ein Internierungslager eingewiesen. 1948 wurde er zu einer dreijährigen Gefängnisstrafe verurteilt, die durch die Internierungshaft als verbüßt galt. 1954 erfolgte seine Amnestierung.